# Zadîbî, Turiisk
Zadîbî (în ucraineană Задиби) este un sat în comuna Seleț din raionul Turiisk, regiunea Volînia, Ucraina.

## Demografie
Componența lingvistică a localității Zadîbî
     Ucraineană (99,53%)
     Alte limbi (0,47%)
Conform recensământului din 2001, majoritatea populației localității Zadîbî era vorbitoare de ucraineană (99,53%), existând în minoritate și vorbitori de alte limbi.